# Green Lake, Ontario
Green Lake är en sjö i Kanada.   Den ligger i countyt Renfrew County och provinsen Ontario, i den sydöstra delen av landet, 120 km väster om huvudstaden Ottawa. Green Lake ligger 171 meter över havet. Arean är 0,32 kvadratkilometer. Den sträcker sig 1,0 kilometer i nord-sydlig riktning, och 0,8 kilometer i öst-västlig riktning.
Omgivningarna runt Green Lake är en mosaik av jordbruksmark och naturlig växtlighet. Runt Green Lake är det glesbefolkat, med 11 invånare per kvadratkilometer.